# Lương Huệ Linh
Lương Huệ Linh (tiếng Trung giản thể: 梁惠玲, bính âm Hán ngữ: Liáng Huì Líng, sinh tháng 8 năm 1962, người Hán) là nữ chính trị gia nước Cộng hòa Nhân dân Trung Hoa. Bà là Ủy viên Ủy ban Trung ương Đảng Cộng sản Trung Quốc khóa XX, hiện là Phó Bí thư Tỉnh ủy, Tỉnh trưởng Hắc Long Giang. Bà từng giữ chức vụ ở đoàn thể nhân dân là Phó Bí thư Đảng tổ, Chủ nhiệm Hợp tác Cung ứng Tiếp thị Toàn quốc Trung Hoa và Bí thư Đảng tổ, Phó Hội trưởng thường vụ Hội Chữ thập đỏ Trung Quốc; các chức vụ địa phương khác là Thường vụ Tỉnh ủy, Bí thư Ủy ban Kiểm Kỷ, Chủ nhiệm Ủy ban Giám sát tỉnh Hà Bắc; Thường vụ Tỉnh ủy, Bộ trưởng Bộ Thống Chiến Tỉnh ủy Hồ Bắc.
Lương Huệ Linh là đảng viên Đảng Cộng sản Trung Quốc, học vị Cử nhân Văn học và Ngôn ngữ Trung Quốc, Thạc sĩ Kinh tế chính trị. Bà có sự nghiệp xuất phát điểm từ quê nhà cũng như nhiều năm công tác ở Hồ Bắc.

## Xuất thân và giáo dục
Lương Huệ Linh sinh tháng 8 năm 1962 tại huyện Nghi Thành, thuộc chuyên khu Tương Dương, nay là thành phố cấp huyện Nghi Thành, thuộc địa cấp thị Tương Dương, tỉnh Hồ Bắc, Cộng hòa Nhân dân Trung Hoa. Bà lớn lên và tốt nghiệp phổ thông ở Nghi Thành, thi đỗ Học viện Sư phạm Hoa Trung (nâng cấp Đại học Sư phạm Hoa Trung từ 1985), tới thủ phủ Vũ Hán nhập học Khoa Trung văn của trường từ tháng 9 năm 1979, tốt nghiệp Cử nhân chuyên ngành Ngôn ngữ và Văn học Trung Quốc vào tháng 7 năm 1983. Lương Huệ Linh được kết nạp Đảng Cộng sản Trung Quốc vào tháng 10 năm 1985. Bà là nghiên cứu sinh tại chức tại Trường Đảng Tỉnh ủy Hồ Bắc từ tháng 9 năm 1996 đến tháng 7 năm 1999, nhận bằng Thạc sĩ Kinh tế chính trị. Sau đó, bà từng tham gia hai khóa học là khóa bồi dưỡng cán bộ chọn lọc từ tháng 9 năm 2004 đến tháng 1 năm 2005; khóa bồi dưỡng cán bộ trung, thanh niên giai đoạn tháng 3–7 năm 2010, tất cả đều ở Trường Đảng Trung ương Đảng Cộng sản Trung Quốc.

## Sự nghiệp

### Hồ Bắc thời kỳ đầu
Tháng 7 năm 1983, sau khi tốt nghiệp đại học, Lương Huệ Linh bắt đầu sự nghiệp của mình tại quê hương khi được tuyển dụng làm giáo viên của Trường Trung học thứ 5 ở Tương Dương, Hồ Bắc. Một thời gian ngắn sau đó, tháng 12 năm 1984, bà nhậm chức Phó Bí thư Đoàn Thanh niên Thị ủy Tương Dương, được kết nạp Đảng Cộng sản năm 1985, giữ vị trí này gần 10 năm cho đến 1994, cũng từng kiêm nhiệm làm Trợ lý Xưởng trưởng Nhà máy cơ khí Kiến Xương (建昌机器厂) giai đoạn tháng 6 năm 1993 đến tháng 3 năm 1994. Tháng 6 năm 1994, bà nhậm chức Bí thư Đoàn Thanh niên Thị ủy Tương Dương một thời gian ngắn rồi chuyển vị trí công tác.
Tháng 2 năm 1995, Lương Huệ Linh được điều tới huyện Cốc Thành, nhậm chức Phó Bí thư Huyện ủy, cấp chính huyện. Đến tháng 6 năm 1997, bà được điều sang địa cấp thị Hiếu Cảm, vào Ban Thường vụ Thị ủy, rồi nhậm chức Phó Thị trưởng, Bí thư Ủy ban công tác Khu Khai phát của Hiếu Cảm từ tháng 3 năm 1998. Tháng 2 năm 2000, bà chuyển chức làm Bộ trưởng Bộ Tổ chức Thị ủy Hiếu Cảm, rồi Phó Bí thư Thị ủy từ tháng 6 năm 2003, sau đó được bầu làm Thị trưởng Hiếu Cảm từ tháng 6 cùng năm. Tháng 7 năm 2008, Lương Huệ Linh được bầu làm Chủ tịch Hội Liên hiệp Phụ nữ tỉnh Hồ Bắc, Bí thư Đảng tổ, ở vị trí này cho đến năm 2011 thì được điều chuyển tới địa cấp thị Ngạc Châu làm Bí thư Thị ủy từ tháng 8 năm 2011.

### Cấp cao
Tháng 1 năm 2013, Lương Huệ Linh được bổ nhiệm làm Thành viên Đảng tổ, Phó Tỉnh trưởng Hồ Bắc, cấp phó tỉnh. Đến tháng 4 năm 2015, bà được bầu vào Ban Thường vụ Tỉnh ủy, nhậm chức Bộ trưởng Bộ Công tác mặt trận thống nhất Tỉnh ủy Hồ Bắc, đồng thời là Chủ tịch Tổng Công hội tỉnh. Tháng 12 năm 2016, bà được chuyển tới tỉnh Hà Bắc, vào Ban Thường vụ Tỉnh ủy, nhậm chức Bí thư Ủy ban Kiểm Kỷ Tỉnh ủy Hà Bắc, và kiêm Chủ nhiệm Ủy ban Giám sát tỉnh Hà Bắc từ tháng 1 năm 2018. Bà là đại biểu của Đại hội Đảng Cộng sản Trung Quốc lần thứ XIX và là Ủy viên Ủy ban Kiểm tra Kỷ luật Trung ương Đảng khóa này. Cuối năm 2018, bà được chuyển sang khối đoàn thể nhân dân, được bổ nhiệm làm Bí thư Đảng tổ, được bầu làm Phó Hội trưởng thường vụ Hội Chữ thập đỏ Trung Quốc khóa XI trong hội nghị vào tháng 11 cùng năm. Ngày 30 tháng 6 năm 2021, Lương Huệ Linh được điều chuyển nhậm chức Phó Bí thư Đảng tổ Hợp tác xã Cung ứng và Tiếp thị Toàn quốc Trung Hoa, sau đó được bầu làm Chủ nhiệm (理事会主任, Hội lý sự) hội, cấp bộ trưởng từ ngày 9 tháng 7.
Tháng 10 năm 2022, Lương Huệ Linh tham gia Đại hội Đảng Cộng sản Trung Quốc lần thứ XX từ đoàn đại biểu khối cơ quan trung ương Đảng và Nhà nước. Trong quá trình bầu cử tại đại hội, bà được bầu là Ủy viên Ủy ban Trung ương Đảng Cộng sản Trung Quốc khóa XX. Đến ngày 7 tháng 12, bà được điều tới Hắc Long Giang, chỉ định vào Ủy ban Thường vụ Tỉnh ủy nhậm chức Phó Bí thư Tỉnh ủy, sau đó 1 ngày thì được phân công làm Bí thư Đảng tổ Chính phủ tỉnh, được giới thiệu để bầu làm Tỉnh trưởng, và giữ chức quyền Tỉnh trưởng Hắc Long Giang từ ngày 9 tháng 12, là nữ tỉnh trưởng duy nhất của Trung Quốc vào thời điểm nhậm chức.